# 小売関連の業界団体の一覧
日本の小売関連の業界団体の一覧（こうりかんれんのぎょうかいだんたいのいちらん）を示す。
小売業者の親睦などを目的とする団体、技術向上などを行う団体など、多岐にわたる。

## 業界団体一覧
- 日本生活協同組合連合会
- 日本専門店会連盟
- 日本専門店協会
- 全国質屋組合連合会
- 全国質屋組合防犯協力連合会
- 全国古物商組合防犯協力連合会
- 全国古書籍商組合連合会
- 日本エコフリマ推進会
- 日本薬業連絡協議会
  - 日本チェーンドラッグストア協会
  - 日本薬局協励会
  - 日本保険薬局協会
  - 日本置き薬協会
  - 日本医薬品登録販売者協会
- 日本オンラインドラッグ協会
- 日本百貨店協会
- 新日本スーパーマーケット協会
- 日本小売業協会
- 全国小売市場総連合会
- 全国青果物商業協同組合連合会
- 日本果物商業協同組合連合会
- 全国水産物商業協同組合連合会
- 全国食肉事業協同組合連合会
- 日本自家製ハム・ソーセージ協会
- 全国たまご商業協同組合
- 全国牛乳流通改善協会
- 日本電気大型店協会
- 日本ショッピングセンター協会
- 日本ボランタリー・チェーン協会
- 日本クレジット産業協会
- 日本専門店協会
- 日本通信販売協会
- 日本チケット商協同組合
- 日本チケット協会
- 日本販売士協会
- 店舗システム協会
- 日本チェーンストア協会
- 日本フランチャイズチェーン協会
- 日本スーパーマーケット協会
- 日本マーケティング協会
- 日本マーケティングリサーチ協会
- 日本テレマーケティング協会
- オール日本スーパーマーケット協会
- 日本デビットカード推進協議会
- 全国石油商業組合連合会
- 日本米穀小売商業組合連合会
- 全国酒販協同組合連合会
- 全国小売酒販組合中央会
- 全国小売酒販政治連盟
- PANメンバーズ
- 日本書店商業組合連合会
- キリスト教出版販売協会
- 出版流通対策協議会
- 酒類食品全国コードセンター
- 日本レコード商業組合
- 日本テレビゲーム商業組合
- 日本コンピュータシステム販売店協会
- 全日本ギフト用品協会
- 自動車用品小売業協会
- 日本靴小売商連盟
- 全国商店街振興組合連合会
- 不動産競売流通協会
- 全日本畳事業協同組合
- 全日本印章業協会
- 全国ペット小売業協会
- 日本ペットモデル協会
- 全国オートバイ協同組合連合会
- 日本二輪車オークション協会
- 日本オートオークション協議会
- 日本リユース業協会
- 宝石鑑別団体協議会
- 日本真珠小売店協会
- 日本正規高級時計協会
- 全国農業機械商業協同組合連合会
- 日本スポーツ用品協同組合連合会